# Изворово (Тырговиштская область)
Изворово (болг. Изворово) — село в Болгарии. Находится в Тырговиштской области, входит в общину Антоново. Население составляет 428 человек (2022).

## Политическая ситуация
В местном кметстве Изворово, в состав которого входит Изворово, должность кмета (старосты) исполняет Васил Русев Стоянов (Граждане за европейское развитие Болгарии (ГЕРБ)) по результатам выборов.
Кмет (мэр) общины Антоново — Танер Мехмед Али (ДПС) по результатам выборов.